# Jan Bal (zm. 1698)
Jan Bal herbu Gozdawa (zm. w 1698 roku) – podkomorzy sanocki w 1690 roku, komornik graniczny sanocki w 1680 roku, sędzia skarbowy ziemi sanockiej w 1690 roku. 
Ok. 1690 r. odziedziczył po ojcu Macieju Baligród wraz z okolicznymi wsiami, m.in. Łopienką. Usilnie starał się o rozwój odziedziczonych dóbr. Ożeniony z Teresą Rabsztyńską, miał z nią trzech synów: Jana V, Antoniego i Ignacego.